# Naruto: Những lính gác của Nguyệt Quốc
Naruto: Những lính gác của Nguyệt Quốc (大興奮! みかづき島のアニマル騒動だってばよ!|Dai Kōfun! Mikazuki-jima no Animaru Panikku Dattebayo!) là phim được sản xuất vào năm 2006 bởi đạo diễn Toshiyuki Tsuru. Đây là bộ phim thứ 3 được chuyển thể từ manga/anime nổi tiếng trên toàn thế giới Naruto. Bộ phim được giới thiệu vào ngày 8 tháng 6 năm 2005 cùng với thời điểm của Legend of the Stone of Gelel. Trang web của TVTokyo đã phát hành bộ phim dưới dạng đĩa DVD vào ngày 25 tháng 4 năm 2007. Bộ phim này được ra lò sau tập 196 của anime, chiếu trên các rạp khi đang là tập 197 đến 199.
Bài hát nền cho phim là bài 'Tsubomi' được trình bày bởi MARIA.

## Nội dung
Câu chuyện bắt đầu từ việc bộ bốn Naruto, Sakura, Rock Lee và Kakashi nhận nhiệm vụ bảo vệ vị hoàng tử béo hay ham chơi Michiru và cậu con trai với cặp kính cận to Hikaru bắn mũi tên đầu cao su vào băng bảo vệ trán của Naruto và cho rằng những Ninja này thật vô dụng. Theo lời của Tsunade, đây là một nơi du lịch khá nổi tiếng với hòn đảo hình Mặt Trăng liềm cùng với biển đẹp luôn khiến bà bị cuốn hút bởi nó và rất mong một ngày nào đó sẽ được đến đây. Bộ bốn này phải chống lại bọn cướp tấn công những du khách theo cảnh báo của Tsunade. Ban đêm khi hai bố con Michiru ăn uống sung sướng mà cả bốn phải ăn mì ở ngoài, chưa kể cơn rét vào đêm khuya khoắt...
Họ lại tiếp tục đến một rạp xiếc và ở đó có một màn trình diễn của chú khỉ Kiki và con hổ Cham khi chúng xoay bóng để người ở rạp xiếc bắn mũi tên vào bóng ấy nhưng Hikaru đã kịp bắn trước. Người chủ của rạp xiếc nói rằng nếu cậu bắn vài lần nữa, cậu sẽ được nhận quà. Và Hikaru đã bắn trúng hết, khi hỏi phần quà thì cậu muốn chú hổ và con khỉ kia, nhưng Michiru lại bảo rằng mua cả rạp xiếc.
Khi đang chuyển những con vật thì cậu bé Hikaru đưa quả táo cho con hổ Cham thì bị bất ngờ nó tấn công, lúc đó Naruto đã kịp nhoài người ra ôm lấy cậu và mang cậu ra. Nhưng Hikaru lại không nói gì cả mà chỉ chạy đi.
Sau đó Michiru và Hikaru lại tới nhà vợ cũ của anh - Amayo. Cô rất tức giận khi anh chỉ vì nghĩ tới mình mà trở nên béo ú rồi chỉ luôn quan tâm tới tiền và rong chơi. Khi Michiru thuyết phục cô để quay lại với anh bằng tất cả tài sản, Amayo không đồng ý. Lúc Michiru nói đến rằng cô sẽ là nữ hoàng của vùng đất Mặt Trăng nếu quay lại với anh, cô đã tát anh và nhất một mực không quay lại, Michiru rất buồn.
Ở trên thuyền, cơn bão to làm hành lý của Michiru nguy hiểm, nhất là những con vật ở rạp xiếc. Khi Naruto, Sakura, Rock Lee cùng chạy đi để cứu những con vật thì Hikaru lại bảo Naruto rằng đừng mất công cứu chúng vì cậu chẳng thích nữa. Naruto rất tức, chỉ muốn đấm cho cậu một cái nhưng lại nén được và chỉ bảo rằng cậu không bằng đống rác rồi bỏ đi. Hikaru định thần được một lúc và đã hét rằng cậu không phải là rác. Cậu đã quyết tâm cứu chúng, Naruto đã cứu được cả hai an toàn. Sang ngày hôm sau, họ đã trở thành bạn thân của nhau.
Khi quay trở lại Nguyệt Quốc, họ đã phát hiện được một điều rằng nơi này bị tay Shabadaba thống trị, là bạn của bố Michiru - Kakeru. Tay này ngay lập tức cho lính gác của tấn công họ, trong lúc đó Korega - đội trưởng của nhóm quân vẫn một mực theo nhà vua cũ - đã giúp họ ra ngoài nơi này.
Korega đưa họ đến một cái hang bí mật nơi nhà vủa Kakeru đang nằm ở đó. Sakura đã thử để cứu sống ông và rất sợ hãi khi để lộ ra vết thương là một vùng bị hóa đá. Cô đã cố gắng để cứu sống ông nhưng cũng chỉ được một lúc. Kakeru trong lúc hấp hối đã dặn dò Michiru hãy cố gắng để giành lại được sự hạnh phúc hòn đất này. Còn sự thực thì tên Shabadaba đã thuê ba ninja rất mạnh Là Ishidate, Kongou và Karenbana. Riêng tên Ishidate thì đã dùng con mắt ở tay của mình để chạm vào ông khiến ông hóa đá mà chết. Sau đó Kakeru đã ra đi vĩnh viễn.
Sau đó những tay lính đã chỉ cho họ đường để thoát khỏi nơi này, thì đã bị ba tên ninja đó tấn công. Nhưng Rock Lee đã bị Kongou hất tung xuống biển nhưng may ngoi lên được, Sakura bị Karenbana chém nhiều nhát dao trên cơ thể, còn Kakashi trong lúc chiến đấu với Ishidate bị tên đó hóa đá mất một tay, còn đội trưởng Korega trong lúc bảo vệ Kakashi đã bị Ishidate chạm vào và hóa thành đá, sau đó bị dùng kiếm chém vụn ra. Trong lúc đó, sức mạnh của Cửu Vỹ đã làm Naruto trỗi dậy lại và đuổi ba tên ninja đó đi và Hikaru cũng suýt bị bắt. Nhưng không may hoàng tử Michiru đã bị bọn lính gác bắt mất đi.
Tại lâu đài, Shadabada đã giải thích cho Michiru rằng y đã sử dụng tài nguyên của đất nước này để trục lợi về bản thân hơn là vì lợi cho người dân sống ở vùng đảo này. Shadabada đã tuyên án tử hình Michiru bằng cách đứng trên thanh gỗ lỏng lẻo và thắt cổ Michiru. Khi nào thanh gỗ gãy, Michiru sẽ bị thắt cổ chết.
Trong lúc đang ở trong rừng, Hikaru đã khóc vì chắc chắn rằng lúc này cha mình bị giết. Mọi người đều nghĩ tới việc phải bỏ cuộc lúc này, nhưng Naruto đã xốc Hikaru lên và cũng khóc vì như vậy khác nào bỏ đi cha mình. Hikaru suy nghĩ một hồi và quyết định cứu cha cho dù phải chết. Lúc ấy họ gặp được đoàn xiếc và đã lên kế hoạch cho vụ tấn công.
Kakashi đã làm người trong đoàn xiếc và sẽ tấn công lính gác để vào làm vui cho nhà vua, để cho những người còn lại dễ dàng đột nhập vào. Một trong số lính gác còn lại đã cho Hikaru mũi tên nhọn thật để bắn. Còn Lee tấn công Kongou, Sakura tấn công Karenbana. Naruto cùng Hikaru và 3 tên lính còn lại chạy ra ngoài sân. Đúng lúc đó, thòng lọng dây thắt cổ Michiru đã căng vì tấm ván gỗ đã gãy. Hikaru nhờ chú hổ Cham nhảy lên và bắn đứt dây treo.Michiru rơi xuống đất nhưng may mắn vẫn sống sót.
Naruto trong lúc đo bị Ishidate nắm lấy một chân và làm hóa đá mất bên chân đó. Cậu đã dùng Rasengan để tiêu diệt Ishidate, nhưng Shadabada đã nói rằng người mà hắn cần tiêu diệt là Michiru chứ không phải Naruto. Lúc đó Ishidate biến Shadabada thành đá nốt. Nhìn Naruto vấp ngã liên tục khi một chân hóa đá bị thẳng đờ tiến tới Ishidate, Michiru đã cõng Naruto lên và họ đã tiêu diệt thành công. Cùng lúc đó, Rock Lee và Sakura cũng đã giết được Kongou và Karenbana.
Sau trận chiến thành công đó, Michiru đã lên ngôi và làm những điều mà cha dặn. Vì Kakashi bị kiệt sức do dùng Sharingan quá mức nên bộ ba Naruto, Sakura và Rock Lee có một chuyến đi biển tại hòn đảo Mặt Trăng tuyệt đẹp này.
Khi nhóm của Kakashi rời đi xa, Michiru đã nói với Hikaru rằng một ngày nào đó sẽ quay trở lại với Amayo và mong cô ấy không giận.

## Diễn viên lồng tiếng
| Nhân vật         | Tiếng Nhật          | Tiếng Anh               | Tiếng Việt   |
| ---------------- | ------------------- | ----------------------- | ------------ |
| Naruto Uzumaki   | Junko Takeuchi      | Maile Flanagan          | Kim Anh      |
| Sakura Haruno    | Chie Nakamura       | Kate Higgins            | Kim Ngọc     |
| Rock Lee         | Yōichi Masukawa     | Brian Donovan           | Minh Vũ      |
| Kakashi Hatake   | Kazuhiko Inoue      | Dave Wittenberg         | Chánh Tín    |
| Tsunade          | Masako Katsuki      | Debi Mae West           | Linh Phương  |
| Hikaru Tsuki     | Kyōsuke Ikeda       | Kari Wahlgren           | Hoàng Khuyết |
| Michiru Tsuki    | Akio Ohtsuka        | Michael Sorich          | Trần Vũ      |
| Korega           | Kenji Hamada        | Kirk Thornton           | Trí Luân     |
| Amayo            | Marika Hayashi      | Bridget Hoffman         | Thanh Lộc    |
| Shabadaba        | Umeji Sasaki        | Terrence Stone          | Tất My Ly    |
| Ishidate         | Masashi Sugawara    | Christopher Corey Smith | Tuấn Anh     |
| Kongo            | Hisao Egawa         | Keith Silverstein       | Thiện Trung  |
| Karenbana        | Haruhi Terada       | Cindy Robinson          | Quỳnh Giao   |
| Kakeru Tsuki     | Rokuro Naya         | Michael Forest          | Hoàng Sơn    |
| Ringleader       | Tomomichi Nishimura | Wally Wingert           | Gia Trí      |
| King's Guardsman |                     | Jamieson Price          | Hạnh Phúc    |

Cùng với sự góp mặt của Steven Blum, William Germain, Dave Mallow, Mary Elizabeth McGlynn, Sam Riegel, Roger Rose, Keith Silverstein, Roger Craig Smith, và Kirk Thornton